# غاري كومر
غاري كومر (بالإنجليزية: Gary Comer)‏ هو متسابق يخت أمريكي، ولد في 10 ديسمبر 1927، وتوفي في 4 أكتوبر 2006 بسبب سرطان البروستاتا.